# Moroges
Moroges ist eine französische Gemeinde mit 595 Einwohnern (Stand 1. Januar 2022) im Département Saône-et-Loire in der Region Bourgogne-Franche-Comté (vor 2016 Bourgogne). Die Gemeinde gehört zum Arrondissement Chalon-sur-Saône und zum Kanton Givry (bis 2015 Buxy). Die Einwohner werden Morogeois genannt.

## Lage
Moroges liegt etwa fünfzehn Kilometer westsüdwestlich von Chalon-sur-Saône. Umgeben wird Moroges von den Nachbargemeinden Jambles im Norden, Saint-Désert im Osten und Nordosten, Rosey im Osten und Südosten, Bissey-sous-Cruchaud im Süden sowie Sainte-Hélène im Westen.
Durch die Gemeinde führt die Route nationale 80.

## Bevölkerung
| Jahr                       | 1962 | 1968 | 1975 | 1982 | 1990 | 1999 | 2006 | 2011 | 2017 |
| -------------------------- | ---- | ---- | ---- | ---- | ---- | ---- | ---- | ---- | ---- |
| Einwohnerzahl              | 374  | 412  | 406  | 454  | 469  | 541  | 572  | 574  | 569  |
| Quellen: Cassini und INSEE |      |      |      |      |      |      |      |      |      |

## Sehenswürdigkeiten

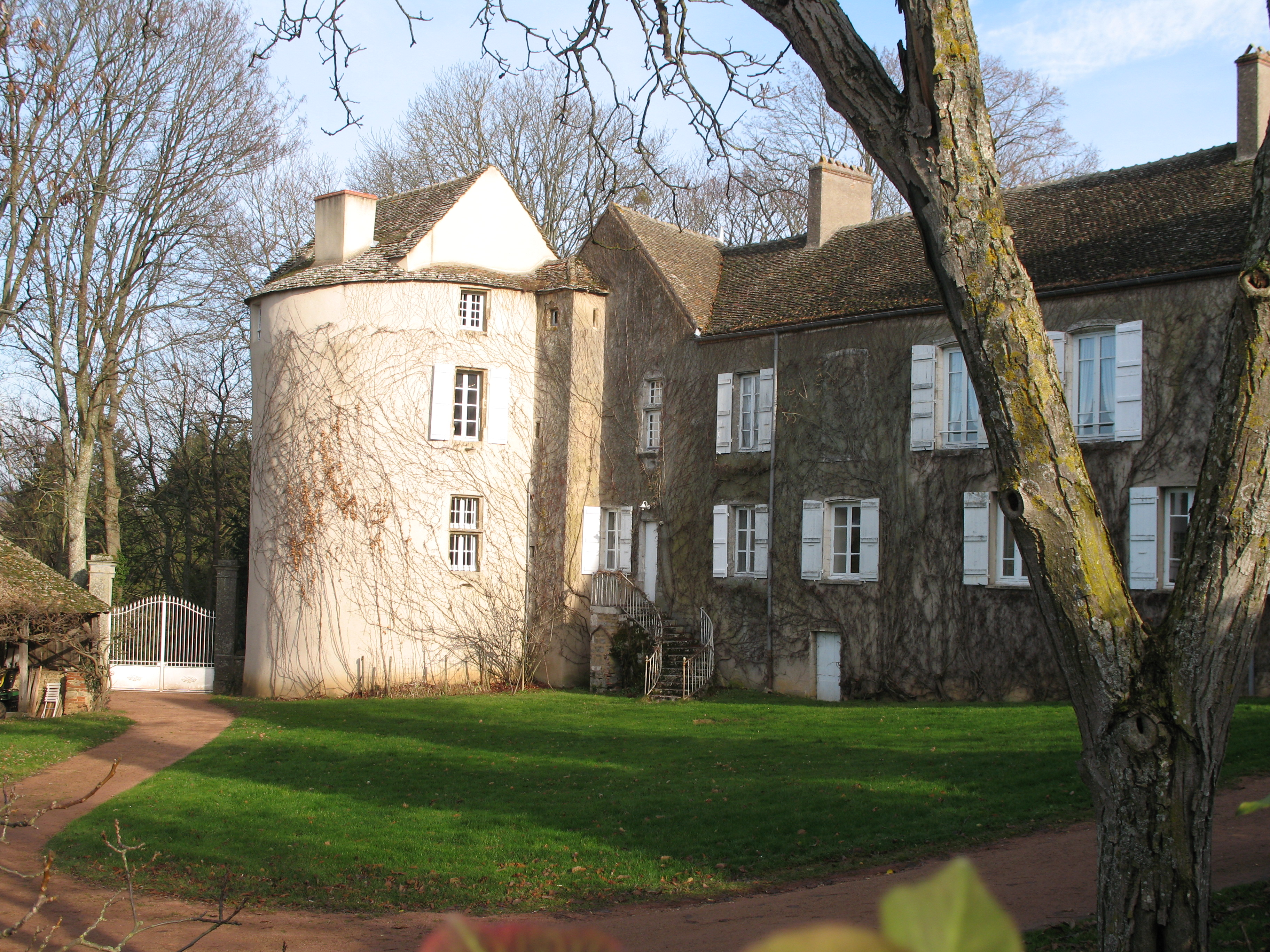
Schloss Moroges

- Kirche Saint-Martin (zuvor: Kirche Saint-Vincent) aus dem 12. Jahrhundert
- Schloss Moroges, ursprünglich aus dem 13./14. Jahrhundert
- Mühle

## Gemeindepartnerschaften
Mit der deutschen Gemeinde Aspisheim in Rheinland-Pfalz besteht seit 2000 eine Partnerschaft.